# Piet Veerman
Piet Veerman (ur. 1 marca 1943 w Volendam w prowincji Holandia Północna) – holenderski piosenkarz, współzałożyciel i członek zespołu The Cats.